# 3289 Mitani
3289 Mitani (1934 RP) là một tiểu hành tinh vành đai chính được phát hiện ngày 7 tháng 9 năm 1934 bởi K. Reinmuth ở Heidelberg.